# Fusa (musica)

Nota

Pausa

Nella notazione musicale, la fusa (o fusilla) o quintupla (o quintina) o centoventottesimo è un valore musicale eseguito con la durata pari a un centoventottesimo del valore dell'intero.
Essa è rappresentata da un cerchio pieno (la testa), con un'asticella verticale (il gambo) sul lato destro se è rivolta in alto, e sul lato sinistro invece se è rivolta in basso. Attaccate al gambo sono presenti cinque codette. Note così corte sono molto rare, ma non sconosciute: sono usate principalmente per sezioni brevi e veloci all'interno di movimenti lenti; per esempio, Ludwig van Beethoven le utilizzò nel primo movimento della sua Sonata per pianoforte n. 8 per indicare delle scale musicali veloci.

Sezione del primo movimento della Sonata n. 8 di Beethoven